# Pedro López Quintana
Pedro López Quintana (ur. 27 lipca 1953 w Barbastro) – hiszpański duchowny katolicki, arcybiskup, nuncjusz apostolski w Austrii.

## Życiorys
15 czerwca 1980 otrzymał święcenia kapłańskie z rąk Jana Pawła II i został inkardynowany do archidiecezji Santiago de Compostela. W 1980 rozpoczął przygotowanie do służby dyplomatycznej na Papieskiej Akademii Kościelnej.
12 grudnia 2002 został mianowany przez Jana Pawła II nuncjuszem apostolskim w Indiach i Nepalu oraz biskupem tytularnym Acropolis. Sakry biskupiej 6 stycznia 2003 udzielił mu w Rzymie papież.
10 grudnia 2009 został przeniesiony do nuncjatury w Kanadzie. Rezygnację z tej placówki złożył 28 września 2013.
8 marca 2014 mianowany nuncjuszem apostolskim na Litwie. Od 22 marca 2014 został też akredytowany na placówki na Łotwie i w Estonii.
4 marca 2019 papież Franciszek mianował go nuncjuszem apostolskim w Austrii.

## Odznaczenia
- Wielki Krzyż Orderu „Za Zasługi dla Litwy” (Litwa, 2019)[1]